# Грабовский, Мацей
Мацей Грабовский (ум. 1750) — государственный деятель Речи Посполитой, подскарбий надворный коронный (1738—1742) и подскарбий великий коронный (1742—1750).

## Биография
Представитель дворянского рода Грабовских герба «Кемлада». В 1710 году Мацей Грабовсий был назначен архивариусом коронного казначества. В 1738 году получил должность подскарбия надворного коронного. Прославился своим умелым руководством королевской администрацией и соляными шахтами. Многократно избирался послом (депутатом) на сеймы.
В 1742 году Мацей Грабовский был назначен подскарбием великим коронным. В 1744 году на сейме представил доклад о состоянии государственной казны. В том же году в результате интриг Генрика фон Брюля у него были отобраны ключи от казны. Считался одним из лучших казначеев в истории Речи Посполитой. Начал ремонт вавельского и королевского замков в Варшаве, обновил колонну Сигизмунда III и начал платить жалованье армии.
В 1750 году Мацей Грабовский был избран послом на сейм от Инфлянт.